# 納爾科桑托斯 (亞利桑那州)
納爾科桑托斯（英語：Narcho Santos）是位於美國亞利桑那州皮馬縣的一個非建制地區。該地的面積和人口皆未知。

## 地理
納爾科桑托斯的座標為32°08′43″N 112°08′30″W / 32.14528°N 112.14167°W，而該地的平均海拔高度為847米（即2779英尺）。